# Église Saint-Hubert d'Esneux
L'église Saint-Hubert d'Esneux est une église de style gothique située à Esneux, en province de Liège. Elle a été construite vers 1900 par l'architecte Léonard de Liège. Elle a été bâtie sur le site de l'ancienne église, dont on parle déjà en 1263 dans un testament et qui a été démolie pour en faire une plus grande.

## Situation
L'église Saint-Hubert a été construite dans la partie supérieure de la ville nommée "Le mont". Elle est située Place Jean Dardenne, à l'endroit où était située l'ancienne église.

## Histoire
L'ancienne église existait déjà en 1263, date d'un testament spécifiant que l'église d'Esneux appartenait à l'église de Tilff. Un autre document datant de 1319 parle aussi de cette filiation.
C'est en 1889 que le Curé d'Esneux quémande la construction d'une nouvelle église à l'emplacement de l'ancienne. La construction de l'église est terminée en 1901.